# Max Pfeffer
Max Pfeffer (12 de junio de 1883, Geldern - 21 de diciembre de 1955) fue un general alemán, comandante de la 297.º División de Infantería del 6.º Ejército, que participó en la Primera y Segunda Guerra Mundial, siendo capturado tras el sitio de Stalingrado en 1943 por soldados del Ejército Rojo. Condenado como criminal de guerra en la Unión Soviética, murió en cautividad en 1955.

## Biografía
Fue el mayor de 10 hermanos. Inició su vida como cadete en Bensberg, Colonia. En 1902, teniendo el grado de alférez, solicitó que se le destinara a la artillería. En enero de 1904 fue ascendido a teniente mientras estaba destinado en el 22.º Regimiento de Artillería de Campaña en Münster, Westfalia. En esas circunstancias, se casó en 1909 con Ina Müller, matrimonio del cual nacería su hijo mayor, Karl Heinz, quien sería médico internista y profesor en la Universidad de Berlín. En 1913 fue ascendido a teniente primero, grado con el cual marcharía a la Primera Guerra Mundial. Durante los cuatro años de duración de la Gran Guerra, se desempeñó como comandante de una batería de artillería, siendo ascendido a capitán el 24 de diciembre de 1918.
De regreso en Alemania tras la guerra, combatió unido a los Freikorps la revolución espartaquista, particularmente en la cuenca del Ruhr. Su carrera militar no terminó con el tratado de Versalles, como muchos otros de sus compatriotas, ya que se integraría a la Reichswehr en 1919. En 1921 se divorció de Ina Müller, volviéndose a casar en 1926 con Irmgard Carmen Eickenrodt Klapp, nacida en Concepción, Chile el 15 de enero de 1892, con quien tendría dos hijos, Guido y Kurt, quienes emigraron a Chile tras el fin de la Segunda Guerra Mundial. Gracias a sus hijos se conserva un completo epistolario correspondiente a la operación Azul, compilada en el libro "Cartas desde Stalingrado. Alemania y Rusia frente a frente 1914-1943", del historiador chileno Enrique Brahm García.
| Predecesor: Ninguno        | Comandante de la 297.ª División de Infantería 5 de abril de 1940 - 16 de enero de 1943 | Sucesor: Moritz von Drebber |
| Predecesor: Erwin Jaenecke | Comandante del IV Cuerpo de Ejército 17 de enero de 1943 - 31 de enero de 1943         | Sucesor: Friedrich Mieth    |

- Datos: Q6795095